# Robert Novak
 (janvier 2019).
Si vous disposez d'ouvrages ou d'articles de référence ou si vous connaissez des sites web de qualité traitant du thème abordé ici, merci de compléter l'article en donnant les références utiles à sa vérifiabilité et en les liant à la section « Notes et références ».
Pour les articles homonymes, voir Novak.
Robert Novak, né le 26 février 1931 et mort le 18 août 2009, est un journaliste et animateur de télévision américain. Il a animé pendant de nombreuses années l'émission Crossfire sur CNN avec Tucker Carlson. 

## Biographie
Réputé conservateur et proche des républicains, il a réalisé de grands reportages sur George McGovern, Karl Rove et Robert Hanssen. Robert Novak, avec Judith Miller, fut un des initiateurs de l'affaire Plame.
D'origine juive, il fut baptisé dans l'Église catholique et est devenu catholique traditionaliste.

## Filmographie
Il joue son propre rôle dans le film Président d'un jour (1993) et Contact (1997). Il tient également un petit rôle dans Thomas Crown (1999).